# Diệp lục b

Phổ hấp thụ của cả diệp lục a và diệp lục tố b. Việc sử dụng cả hai cùng nhau tăng cường khả năng hấp thụ ánh sáng để tạo ra năng lượng.

Diệp lục b là một dạng chất diệp lục. Diệp lục b giúp trong quá trình quang hợp bằng cách hấp thụ năng lượng ánh sáng. Nó tan nhiều hơn diệp lục a trong dung môi phân cực do nhóm cacbonyl của nó. Nó có màu vàng và nó chủ yếu hấp thụ ánh sáng xanh.
Trong thực vật có phôi, ăng ten thu ánh sáng xung quanh hệ thống ảnh II chứa phần lớn diệp lục b. Do đó, trong lục lạp thích nghi với bóng râm, trong đó có một tỷ lệ gia tăng của hệ thống ảnh II đến hệ thống ảnh I, có tỷ lệ diệp lục b cao hơn với diệp lục a. Điều này để thích ứng, khi tăng lượng diệp lục b sẽ làm tăng phạm vi bước sóng được hấp thụ bởi lục lạp bóng râm.
|                                                               |  |
| Cấu trúc của phân tử diệp lục b cho thấy đuôi hydrocarbon dài |  |